# Magical Pokémon Journey
Magical Pokémon Journey, originalmente publicada no Japão como Pocket Monsters PiPiPi ★ Adventures (ポケットモンスター PiPiPi★アドベンチャー, Poketto Monsutā PiPiPi★Adobenchā), é uma série de mangá shōjo que se passa no universo ficcional da franquia Pokémon. Foi escrita por Yumi Tsukirino e publicada na revista Ciao da editora Shogakukan. Mais tarde, os capítulos foram compilados em 10 volumes tankōbon. A série não foi baseada em nenhum videogame particular e foi o primeiro mangá shōjo de Pokémon lançado nos Estados Unidos. O título original em  japonês se refere a Purin, Pippi e Pikachu, respectivos nomes em japonês para Jigglypuff, Clefairy e Pikachu.
Uma série spin-off, intitulada Pocket Monsters Chamo-Chamo ★ Pretty ♪ (ポケットモンスター チャモチャモ★ぷりてぃ♪, Pocketto Monsutā Chamochamo★Puriti♪), apresenta as aventuras e as façanhas de Clefairy e Pikachu e de Torchic e Mightyena. O termo "chamo-chamo" se refere a Achamo, que é o nome japonês de Torchic.

## História
Hazel está muito apaixonada pelo jovem treinador Pokémon chamado Almond. Porém, ele nem sequer sabe da sua existência. Determinada a conquistá-lo, ela pede ajuda ao velho bruxo e pesquisador Pokémon, chamada Vovô, para conseguir uma porção de amor. Só que, para obtê-la, Hazel precisa sair em jornada e capturar Pokémon para ele. Embora não saiba nada sobre Pokémon, ela decide partir em busca dessas criaturas. 